# Emmanuel de Meester
Pour les autres membres de la famille, voir Famille de Meester.
Emmanuel Marie Joseph Léopold, baron de Meester est un homme politique belge, né le 28 janvier 1866 à Anvers et mort le 7 novembre 1943 à Ramsdonk, membre du parti catholique.

## Biographie

### Liens familiaux
Emmanuel de Meester est le fils de Leopold (1825-1885), bourgmestre de Leest et conseiller provincial d'Anvers, et le petit-fils d'Edmond de Coussemaker. Son frère Henri de Meester de Ravestein fut bourgmestre de Zandhoven et conseiller provincial d'Anvers ; son autre frère Placide de Meester sera moine bénédictin. 
Gendre de Charles van Outryve d'Ydewalle, il est le père de Leopold de Meester, conseiller provincial d'Anvers.

### Carrière
Emmanuel de Meester était docteur en droit (1888, KUL) et a effectué son stage auprès d'Auguste Delbeke. Il devient avocat.
Il est élu député de l'arrondissement d'Anvers en 1902, puis sénateur en 1919.

## Carrière politique
- 25/05/1902-1906: député de l'arrondissement d'Anvers
- 15/11/1910-28/11/1918: idem, en suppléance de Auguste Delbeke
- 29/11/1918-1919: sénateur d'Anvers, en suppléance de Maurice de Ramaix
- 30/03/1920-1921: sénateur d'Anvers, en suppléance de F. Cogels
- 20/06/1922-1925: sénateur d'Anvers, en suppléance de E. Vercruysse